# Tamiophila grandis
Tamiophila grandis är en loppart som först beskrevs av Rothschild 1902.  Tamiophila grandis ingår i släktet Tamiophila och familjen mullvadsloppor. Inga underarter finns listade i Catalogue of Life.